# Mistrzostwa Świata w Narciarstwie Dowolnym 2011 – skicross kobiet
Kobiety o medale mistrzostw świata rywalizowały 4 lutego w Deer Valley na trasie  Solif Muldoon. Mistrzostwa świata z 2009 roku nie obroni Kanadyjka Ashleigh McIvor, która nie wzięła udziału w tych mistrzostwach. Nową mistrzynią została Kelsey Serwa. Reprezentantka Polski, Karolina Riemen zajęła szóstą lokatę.

## Wyniki

### Kwalifikacje
| 1                                                                  | 2  | Heidi Zacher            | Niemcy          | 1.06.58s | Q   |     |     |     |     |
| 2                                                                  | 3  | Marte Høie Gjefsen      | Norwegia        | 1.06.80s | Q   |     |     |     |     |
| 3                                                                  | 8  | Anna Wörner             | Niemcy          | 1.06.96s | Q   |     |     |     |     |
| 4                                                                  | 7  | Kelsey Serwa            | Kanada          | 1.06.96s | Q   |     |     |     |     |
| 5                                                                  | 15 | Fanny Smith             | Szwajcaria      | 1.07.12s | Q   |     |     |     |     |
| 6                                                                  | 11 | Anna Holmlund           | Szwecja         | 1.07.23s | Q   |     |     |     |     |
| 7                                                                  | 17 | Julia Murray            | Kanada          | 1.07.69s | Q   |     |     |     |     |
| 8                                                                  | 14 | Ophélie David           | Francja         | 1.07.69s | Q   |     |     |     |     |
| 9                                                                  | 1  | Nikol Kučerová          | Czechy          | 1.07.90s | Q   |     |     |     |     |
| 10                                                                 | 12 | Danielle Poleschuk      | Kanada          | 1.08.00s | Q   |     |     |     |     |
| 11                                                                 | 16 | Katrin Müller           | Szwajcaria      | 1.08.02s | Q   |     |     |     |     |
| 12                                                                 | 5  | Jenny Owens             | Australia       | 1.08.13s | Q   |     |     |     |     |
| 13                                                                 | 4  | Marielle Thompson       | Kanada          | 1.09.11s | Q   |     |     |     |     |
| 14                                                                 | 9  | Karolina Riemen         | Polska          | 1.09.15s | Q   |     |     |     |     |
| 15                                                                 | 20 | Julie Brendengen Jensen | Norwegia        | 1.09.27s | Q   |     |     |     |     |
| 16                                                                 | 19 | Katya Crema             | Australia       | 1.09.30s | Q   |     |     |     |     |
| 17                                                                 | 13 | Katrin Ofner            | Austria         | 1.09.62s | Q   |     |     |     |     |
| 18                                                                 | 18 | Sami Kennedy            | Australia       | 1.09.64s | Q   |     |     |     |     |
| 19                                                                 | 23 | Emily Sarsfield         | Wielka Brytania | 1.09.83s | Q   |     |     |     |     |
| 20                                                                 | 21 | Julija Liwinska         | Rosja           | 1.09.85s | Q   |     |     |     |     |
| 21                                                                 | 24 | Sarah Sauvey            | Wielka Brytania | 1.11.39s | Q   |     |     |     |     |
| 22                                                                 | 22 | Reina Umehara           | Japonia         | 1.11.68s | Q   |     |     |     |     |
| 23                                                                 | 10 | Andrea Limbacher        | Austria         | 1.18.62s | Q   |     |     |     |     |
| 24                                                                 | 6  | Hedda Berntsen          | Norwegia        | DNF      | DNF | DNF | DNF | DNF | DNF |
| DNS - nie wystartowała DNF - nie ukończyła Q - awans do 1/8 finału |    |                         |                 |          |     |     |     |     |     |

### Runda Eliminacyjna

#### 1/8 Finału
| Pozycja | Nr | Zawodniczka  | Kraj      | Uwagi |
| ------- | -- | ------------ | --------- | ----- |
| 1       | 2  | Heidi Zacher | Niemcy    | Q     |
| 2       | 13 | Katrin Ofner | Austria   | Q     |
| 3       | 19 | Katya Crema  | Australia |       |

| Pozycja | Nr | Zawodniczka    | Kraj    | Uwagi |
| ------- | -- | -------------- | ------- | ----- |
| 1       | 14 | Ophélie David  | Francja | Q     |
| 2       | 1  | Nikol Kučerová | Czechy  | Q     |

| Pozycja | Nr | Zawodniczka  | Kraj            | Uwagi |
| ------- | -- | ------------ | --------------- | ----- |
| 1       | 15 | Fanny Smith  | Szwajcaria      | Q     |
| 2       | 5  | Jenny Owens  | Australia       | Q     |
| 3       | 24 | Sarah Sauvey | Wielka Brytania |       |

| Pozycja | Nr | Zawodniczka       | Kraj   | Uwagi |
| ------- | -- | ----------------- | ------ | ----- |
| 1       | 7  | Kelsey Serwa      | Kanada | Q     |
| 2       | 4  | Marielle Thompson | Kanada | Q     |
| 3       | 21 | Julija Liwinska   | Rosja  |       |

| Pozycja | Nr | Zawodniczka     | Kraj            | Uwagi |
| ------- | -- | --------------- | --------------- | ----- |
| 1       | 8  | Anna Wörner     | Niemcy          | Q     |
| 2       | 9  | Karolina Riemen | Polska          | Q     |
| 3       | 23 | Emily Sarsfield | Wielka Brytania |       |

| Pozycja | Nr | Zawodniczka   | Kraj       | Uwagi |
| ------- | -- | ------------- | ---------- | ----- |
| 1       | 11 | Anna Holmlund | Szwecja    | Q     |
| 2       | 16 | Katrin Müller | Szwajcaria | Q     |
| 3       | 22 | Reina Umehara | Japonia    |       |

| Pozycja | Nr | Zawodniczka        | Kraj    | Uwagi |
| ------- | -- | ------------------ | ------- | ----- |
| 1       | 17 | Julia Murray       | Kanada  | Q     |
| 2       | 12 | Danielle Poleschuk | Kanada  | Q     |
| 3       | 10 | Andrea Limbacher   | Austria |       |

| Pozycja | Nr | Zawodniczka             | Kraj      | Uwagi |
| ------- | -- | ----------------------- | --------- | ----- |
| 1       | 3  | Marte Høie Gjefsen      | Norwegia  | Q     |
| 2       | 20 | Julie Brendengen Jensen | Norwegia  | Q     |
| 3       | 18 | Sami Kennedy            | Australia |       |

#### Ćwierćfinał
| Pozycja | Nr | Zawodniczka    | Kraj    | Uwagi |
| ------- | -- | -------------- | ------- | ----- |
| 1       | 2  | Heidi Zacher   | Niemcy  | Q     |
| 2       | 13 | Katrin Ofner   | Austria | Q     |
| 3       | 14 | Ophélie David  | Francja |       |
| 4       | 1  | Nikol Kučerová | Czechy  |       |

| Pozycja | Nr | Zawodniczka       | Kraj       | Uwagi |
| ------- | -- | ----------------- | ---------- | ----- |
| 1       | 5  | Jenny Owens       | Australia  | Q     |
| 2       | 7  | Kelsey Serwa      | Kanada     | Q     |
| 3       | 4  | Marielle Thompson | Kanada     |       |
| 4       | 15 | Fanny Smith       | Szwajcaria |       |

| Pozycja | Nr | Zawodniczka     | Kraj       | Uwagi |
| ------- | -- | --------------- | ---------- | ----- |
| 1       | 11 | Anna Holmlund   | Szwecja    | Q     |
| 2       | 9  | Karolina Riemen | Polska     | Q     |
| 3       | 16 | Katrin Müller   | Szwajcaria |       |
| 4       | 8  | Anna Wörner     | Niemcy     |       |

| Pozycja | Nr | Zawodniczka             | Kraj     | Uwagi |
| ------- | -- | ----------------------- | -------- | ----- |
| 1       | 3  | Marte Høie Gjefsen      | Norwegia | Q     |
| 2       | 17 | Julia Murray            | Kanada   | Q     |
| 3       | 20 | Julie Brendengen Jensen | Norwegia |       |
| 4       | 12 | Danielle Poleschuk      | Kanada   |       |

#### Półfinał
| Pozycja | Nr | Zawodniczka  | Kraj      | Uwagi |
| ------- | -- | ------------ | --------- | ----- |
| 1       | 7  | Kelsey Serwa | Kanada    | QF    |
| 2       | 13 | Katrin Ofner | Austria   | QF    |
| 3       | 5  | Jenny Owens  | Australia | MF    |
| 4       | 2  | Heidi Zacher | Niemcy    | MF    |

| Pozycja | Nr | Zawodniczka        | Kraj     | Uwagi |
| ------- | -- | ------------------ | -------- | ----- |
| 1       | 11 | Anna Holmlund      | Szwecja  | QF    |
| 2       | 17 | Julia Murray       | Kanada   | QF    |
| 3       | 9  | Karolina Riemen    | Polska   | MF    |
| 4       | 3  | Marte Høie Gjefsen | Norwegia | MF    |

#### Finały
Mały Finał
| Pozycja | Nr | Zawodniczka        | Kraj      |
| ------- | -- | ------------------ | --------- |
| 5       | 5  | Jenny Owens        | Australia |
| 6       | 9  | Karolina Riemen    | Polska    |
| 7       | 2  | Heidi Zacher       | Niemcy    |
| 8       | 3  | Marte Høie Gjefsen | Norwegia  |

Finał
| Pozycja | Nr | Zawodniczka   | Kraj    |
| ------- | -- | ------------- | ------- |
|         | 7  | Kelsey Serwa  | Kanada  |
|         | 17 | Julia Murray  | Kanada  |
|         | 11 | Anna Holmlund | Szwecja |
| 4       | 13 | Katrin Ofner  | Austria |